# ارنست گبندینر
ارنست گبندینر (آلمانی: Ernst Gebendinger؛ ۱۰ فوریه ۱۹۲۶ – ۲۳ مهٔ ۲۰۱۷) ژیمناست هنری اهل سوئیس بود.
وی در مسابقات کشوری و بین‌المللی در مجموع برندهٔ ۱ مدال نقره شده‌است.